# 명탐정 피카츄 (영화)
《명탐정 피카츄》(영어: Pokémon Detective Pikachu, 일본어: 名探偵ピカチュウ 메이탄테이 피카추[*])는 미국과 일본의 합작 영화이다. 롭 레터먼이 감독과 각본을 맡았으며, 니콜 펄먼이 공동 집필하였다. 크리처스가 제작한 동명 비디오 게임을 원작으로 하고 있으며, 《포켓몬스터》 시리즈에서 첫 실사 영화 작품이다.
일본에서는 2019년 5월 3일, 미국에서는 2019년 5월 10일, 대한민국에서는 2019년 5월 9일에 개봉됐다.

## 출연
- 라이언 레이놀즈 - 명탐정 피카츄 / 해리 굿먼 역
  - 오오타니 이쿠에 - 피카츄 울음소리 역
- 저스티스 스미스 - 팀 굿먼 역
  - 맥스 핀첨 - 어린 팀 굿먼 역
- 캐스린 뉴턴 - 루시 스티븐스 역
- 빌 나이 - 하워드 클리퍼드 역
- 와타나베 켄 - 히데오 요시다 역
- 크리스 기어 - 로저 클리퍼드 역
- 수키 워터하우스 - 미스 노먼 역
- 오마르 차파로 - 서배스천 역
- 리타 오라 - 앤 로런트 역
- 카란 소니 - 잭 역
- 조셋 사이먼 - 팀의 할머니 역

### 등장 포켓몬
- 피카츄
- 리자몽
- 뮤츠
- 개굴닌자
- 고라파덕
- 마임맨
- 이상해씨
- 블루
- 내루미
- 푸린
- 로파파
- 탕구리
- 부스터
- 잠만보
- 괴력몬
- 노공룡
- 에몽가
- 판짱
- 에이팜
- 파쪼옥
- 자마슈
- 두트리오
- 버프론
- 골루그
- 메타몽
- 워글
- 갸라도스
- 토대부기
- 잉어킹
- 나무지기
- 포푸니
- 킹크랩
- 피죤투
- 팬텀

## 같이 보기
- 비디오 게임을 원작으로 한 영화 목록
- 포켓몬스터의 영화 목록